# جريمة تأديبية
الجريمة التأديبية هي الفعل الذي يرتكبه الموظف ويشكل إخلالا بواجباته الوظيفية أو مقتضياتها. وقد استعمل القضاء تسميات أخرى كالذنب الإداري والمخالفة التأديبية، فقد ورد في حكم لمحكمة القضاء الإداري في مصر " لكي تكون الجريمة تأديبية تستوجب المؤاخذة وتستأهل العقاب يجب ان يرتكب الموظف فعلاً أو أفعالاً تعتبر إخلالاً بواجبات وظيفته أو مقتضياتها. وقد استعمل المشرع العراقي تسمية المخالفة حيث وردت هذه التسميـة في قانون انضبـاط موظفـي الدولة في حين استعمل تسمية الفعل الذي يرتكبه الموظف في بقية العقوبات المنصوص عليها في القانون المذكور.

## الجريمة التأديبية جنائيا
إن الفقه يفرّق بينهما ذلك أن القاعدة المسلّم بها في مجال قانون العقوبات «لا جريمة ولا عقوبة إلا بنص» ويرى جانب من الفقه أن هذا المبدأ يعني أن السلطة التشريعية هي المختصة بإنشاء الجرائم وإقرار العقوبات المناسبة لها وأن القضاء هو الجهة المختصة بتنفيذ العقوبات التي يقررها المشرع إلا أن الفقه والقضاء مستقر على أن هذه القاعدة لا تطبق على الجريمة التأديبية فلا يشترط صدور قواعد قانونية من المشرع تجرم الأفعال التي يعاقب عليها الموظف وإنما يكفي قيام الموظف بفعل لا يتفق  مع مقتضيات الوظيفة ويستوجب العقاب سواء ورد نص بهذا الفعل أو لم يرد، فالمشرع حينما يمنع بعض الأفعال في نطاق الوظيفة العامة إنما يريد بذلك أن يسترعي انتباه الموظف إلى خطورة الأعمال المحرمة ويبدي توجيهه في تجنبها على انه يترك ما لم يذكره للقاعدة العامة ويترك تحديد الأعمال لتقدير السلطة التأديبية.

## أركان الجريمة التأديبية
هنالك ركنان للجريمة التأديبية هما أولا ركن المادي: يتعلق هذا الركن بماديات الجريمة ومظهرها الخارجي. سواء كان قد تمثل بمسلك إيجابي،  كارتداء على رئيس في العمل ظن أو بمسلك سلبي كالامتناع عن تنفيذ أمر رئاسي واجب الطاعة .
ولكي يكون فعل الموظف مسوغاً للمساءلة التأديبية يجب أن يكون محدداً وثابتاً فلا قيام للركن المادي استناداً للظن أو الشائعات ، لذلك فإن اتهامات العامة أو النعوت المرسلة لا يمكن ان تعتبر مكونة لهذا الركن، كما أن الأعمال التحضيرية التي تتمثل في إعداد وسائل تنفيذ الجريمة، ولا يعاقب عليها إلا أنها قد تعتبر في حد ذاته جريمة تأديبية مستقلة.
ثانيا: الركن المعنوي: الركن المعنوي هو الإرادةوالعلم الآثمة للموظف الذي يرتكب الفعل أو الترك الذي يشكل إخلالاً بواجبات الوظيفة ومقتضياتها، ولا يكفي للمساءلة التأديبية أن يرتكب الموظف ما يعتبر منه مخالفة لواجب وظيفي، وإنما يجب أن يتوافر عنصر نفسي يتجه إلى ارتكاب الفعل أو الامتناع وهذا العنصر هو الإرادة الآثمة أو الركن المعنوي.